# Himmetli (Saimbeyli)
Himmetli ist ein Ortsteil (Mahalle) im Landkreis Saimbeyli der türkischen Provinz Adana mit 975 Einwohnern (Stand: Ende 2024). Im Jahr 2011 zählte der Ort 1148 Einwohner.